# 창원 정씨
창원 정씨(昌原丁氏)는 경상남도 창원시를 본관으로 하는 한국의 성씨이다.

## 역사
1. 창원 정씨(昌原 丁氏) 시조(始祖) : 정필진(丁必珍),
창원 정씨 1세 중시조: 정관(丁寬)
창원 정씨 2세 중시조: 정연방(丁衍邦)
2. 창원 정씨(昌原 丁氏) 유래(由來) :
창원 정씨(昌原 丁氏)는 선 창원파(先 昌原派)와 후 창원파(後 昌原派)의 양파(量派)로 나뉘어 진다.선창원정씨( 先 昌原丁氏)는 고려(高麗) 때 상호군(上護軍)을 지낸 정연방(丁衍邦)을 중시조(中始祖)로 하고 있다. 그의 선계(先系)인 정필진(丁必珍)이 고려(高麗)에 공(功)이 있어 의창군(義昌君)에 봉(封)해져 후손(後孫)들이 창원(昌原)에 세거(世居)하게 되었다. 그 후(後) 19세손(世孫)인 정연방이 출세(出世)하자 그를 중시조(中始祖)로 삼고 본관(本貫)을 창원(昌原)으로 하여 세계(世系)를 이어오고 있다고 한다. 후 창원정씨(後 昌原丁氏)는 고려(高麗) 공민왕(恭愍王) 때 정난일등공신(靖難一等功臣)에 오른 정관(丁寬)을 중시조(中始祖)로 하고 있다. 그 후(後) 창원군(昌原君)에 봉(封)해져 후손(後孫)들이 본관(本貫)을 창원(昌原)으로 하고 후 창원정씨(後 昌原丁氏)라 하였다. 후(後) 창원파(後昌原派)가 된 연유는 정관(丁寬)과 정연방(丁衍邦)이 같은 23세손(世孫)인데, 정필진(丁必珍)의 득관조(得官租)가 3세손(世孫)이기 때문이라 한다.
3. 창원 정씨(昌原 丁氏) 본관(本貫)연혁(沿革)

창원(昌原)은 경상남도(慶尙南道) 남(南)쪽에 위치(位置)하는 산업도시(産業都市)이며 도청(道廳)소재지(所在地)이다. 고대(古代)에는 금관가야(金官伽倻)에 속(屬)했으나 신라(新羅)가 세력(勢力)을 확장함에 따라 굴자군(屈自郡)이 설치(設置)되었다. 757년(신라 경덕왕 16)에 의안군(義安郡)으로 이름을 바꾸고, 합포현(合浦縣: 馬山)·웅신현(熊神縣: 熊川)·칠제현(漆隄縣: 漆原)을 영현으로 관할(管轄)하였다. 1018년(고려 현종 9)에 금주(金州: 金海)의 속현(屬縣)으로 병합(倂合)되었다가 뒤에 감무(監務)가 파견(派遣)되면서 독립(獨立)되었다. 1274년(원종 15)과 1281년(충렬왕 7)에 원나라와 고려(高麗) 연합군(聯合軍)의 일본(日本) 정벌 때 창원지방(昌原地方)은 합포를 중심(中心)으로 연합군의 기지가 되었다. 그 공(功)으로 1282년에 의안군이 의창현(義昌縣)으로, 합포현이 회원현(會原縣)으로 승격(昇格)되었다. 1408년(태종 8)에 회원현을 병합(倂合)하여 창원부(昌原府)로 승격(昇格)되고 경상우도 병마절도사(兵馬節度使)영이 설치되었으며, 1413년에는 창원도호부(昌原都護府)가 되었다. 임진왜란(壬辰倭亂) 직후(直後)인 1601년(선조 34)에 창원대도호부(昌原都護府)로 승격(昇格)되었고, 1603년(선조 36)에 경상우도 병마절도사(兵馬節度使)영이 진주(珍珠)로 옮겨갔다. 1661(현종 2)~70년(현종 11)에 현으로 강등(降等)되기도 하였다. 1895년(고종 32) 지방제도(地方制度) 개정(改定)으로 진주부(珍珠府) 창원군(昌原郡)이 되었고, 1896년에 경상남도(慶尙南道) 창원군(昌原郡)이 되었다. 1914년 군면(郡面) 폐합(廢合)으로 창원군(昌原郡)에 다시 편입(編入)되었다. 1980년에 마산시 의창동을 편입(編入)하여 창원시(昌原市)로 분리 승격(昇格)되었다.
4. 창원 정씨(昌原 丁氏) 계파(系派) 및 분파(分派)

파명(派名)을 살펴보면,
선창원파(先昌原派)는 노위공파(虜衛公派), 부승공파(副承公派), 사정공파(司正公派),
후창원파(後昌原派)는 직장공파(直長公派), 현령공파(縣令公派), 창랑공파(滄浪公派)로 나뉘었다.

### 창원 정씨의 항렬
5. 창원 정씨(昌原丁氏) 대동(大同) 항렬표(行列表) 
| 25세          | 26세   | 27세   | 28세          | 29세          | 30세           | 31세   | 32세   | 33세 | 34세 |
| 종(鍾) 현(鉉) | 수(洙) | 상(相) | 섭(燮) 훈(勳) | 재(在) 채(埰) | 호(鎬) 현 (現) | 승(承) | 훈(勳) | -    | -    |

6. 창원 정씨(昌原 丁氏) 주요(主要) 세거지(世居地)

- 경상남도 의령군 가례면 갑을리
- 전라남도 곡성군 고달면 뇌죽리
- 전라남도 여수시 웅천동
- 전라북도 장수군 산서면 사계리
- 전라북도 장수군 산서면 봉서리
7. 창원 정씨(昌原 丁氏) 인구수(人口數)

2000년 통계청이 발표한 결과에 의하면 창원 정씨는 2,596가구 총 8,512명이 있는 것으로 되어 있다.

## 인물
- 정관(丁寬): 고려 시대 무관 관료 겸 정치가
- 정연방(丁衍邦): 고려 시대 문관 관료 겸 정치가
- 정철(丁哲): 조선 시대 무관 관료 겸 정치가
- 정장현(丁璋鉉): 前 제14대 대한민국 통일민주당 전국구 비례대표 국회의원.
- 정종복(丁宗福): 現 제9대 기장군수.
- 정채봉(丁埰琫): 대한민국 시인 겸 동화 작가.